# Scinax rogerioi
Scinax rogerioi es una especie de anfibio anuro de la familia Hylidae.

## Distribución geográfica
Esta especie es endémica de Brasil. Se encuentra a más de 800 m sobre el nivel del mar en Cerrado en Goiás y Serra do Espinhaço en Ouro Preto y Ouro Branco en Minas Gerais.

## Etimología
Esta especie lleva el nombre en honor a Rogério Pereira Bastos.

## Publicación original
- Pugliese, Baêta & Pombal, 2009: A new species of Scinax (Anura: Hylidae) from Rocky Montane Fields in Southeastern and Central Brazil. Zootaxa, n.º 2269, p. 53–64.[2]